# ストレイト・アヘッド・ジャズ
ストレイト・アヘッド・ジャズ（Straight-ahead jazz、「まっすぐなジャズ」の意）は、1960年代後半からジャズに登場し始めた、ロックの影響を避けたジャズのことである。その代わりに、パフォーマンスにおいては、ウォーキング・ベースとスウィング・ライド・パターンに依存しているところがある。オールミュージックは、以下のように説明している。純粋主義者にとって、フュージョンが「本物の」ジャズではなかったため、ロックのビートや電子楽器といったフュージョンの革新を支えたものを採用していない音楽がストレート・アヘッド・ジャズであると説明されるようになっていった。タナー、ジェロウ、メッギルは、「まっすぐな」美学をハードバップの時代にさかのぼっており、その後も数多のミュージシャンたちが、境界を押し広げる革新的な音楽に直面したときに、ジャズの伝統へと導かれ続けている。
1980年までに、ウィントン・マルサリスは、ストレイト・アヘッドなコンセプトへと広く関わるようになっていった。